# Santa Coloma de Cavanac
Santa Coloma de Cavanac, o de Pena és l'antiga església parroquial, romànica, del poble desaparegut de Cavanac, o Pena, del terme comunal de Cases de Pena, a la comarca del Rosselló (Catalunya Nord).
Està situada al lloc on hi havia hagut aquest poble, a ran del marge dret de l'Aglí, i als peus, al nord-oest, de l'esperò rocós on hi hagué el Castell de Pena i ara hi ha l'ermita de la Mare de Déu de Pena.
En l'actualitat no en queda dempeus res més que una paret amb un parament en opus spicatum.